# Groenendijk (Zeeland)
Groenendijk of Groenedijk is een buurtschap in de Nederlandse provincie Zeeland. De in de regio Zeeuws-Vlaanderen gelegen buurtschap bevindt zich ten noordwesten van Kloosterzande en daaraan vastgebouwd.
De Groenendijk was oorspronkelijk de scheidingsdijk tussen de Zandpolder en de Mariapolder, welke beide reeds voor 1170 moeten zijn aangelegd.
De woonkern ontstond doordat daar ter plaatse in 1692 een katholieke schuurkerk werd gebouwd. Deze was gewijd aan de heilige Martinus. Ze moest op een afgelegen plaats worden gebouwd en dit werd Groenendijk. De schuurkerk brandde af in 1751, waarna er een stenen kerkgebouw werd opgericht. Dit werd in 1805, toen er godsdienstvrijheid was, uitgebreid en van een toren voorzien.
In 1870 werd een nieuwe neogotische kerk gebouwd, omdat de voorganger te klein was geworden, zie Sint-Martinuskerk. De architect ervan was P.J. Soffers. Dit is een basiliek met fronttoren die uitgevoerd is in rode baksteen die in een naburige steenbakkerij werd vervaardigd. De toren telt vier geledingen waarvan de bovenste achtkantig is en de onderste drie vierkant zijn. 
Geleidelijk aan is Groenendijk vastgebouwd aan de kern van Kloosterzande: samen met dit dorp behoort Groenendijk tot de gemeente Hulst.